# Los Cocos
Los Cocos is een plaats in het Argentijnse bestuurlijke gebied Punilla in de provincie Córdoba. De plaats telt 1.035 inwoners.